# دي مارنه
دي مارنه De Marne  مدينة وبلدية هولندية تقع في الشمال الشرقي للبلاد بمقاطعة خرونينجن.

## طوبوغرافيا
خريطة طوبوغرافية هولندية لبلدية دي مارنه، يونيو 2015، (تقرأ بعد ثلاث نقرات على الخريطة)